# Румор, Иоахим
Иоахим Румор (нем. Joachim Rumohr, 6 августа 1910, Гамбург — 11 февраля 1945, Будапешт), командир соединений войск СС, бригадефюрер и генерал-майор войск СС.

## Биография
Родился 6 августа 1910 года в Гамбурге. Вступил в НСДАП 1 апреля 1930 года (партийный билет № 216.161). 31 января 1931 года стал членом СС (личный № 7.450).
В июне 1935 года получил звание Унтерштурмфюрер СС и был прикреплен к 4-му штандарту (батальону) СС. Его карьера быстро пошла вверх, и уже в ноябре 1935 года, Румор, получил звание Оберштурмфюрера.
9 ноября 1938 года Румору присвоено звание Гауптштурмфюрер СС, и он переведен в состав свежесформированной 2-й танковой дивизии СС «Райх».

## Вторая мировая война
В составе своей дивизии Румор принимал участие в Польской кампании. За храбрость на поле боя 14 ноября 1939 года награждён Железным крестом 2-го класса. В 1940 году принял участие во Французской компании.
28 августа 1940 года награждён Железным крестом 1-го класса.
В январе 1941 года назначен командующим 2-м артиллерийским батальоном в составе своей дивизии. Принимает участие в Греческой операции.
20 июня 1941 года присвоено звание Штурмбаннфюрера.
С 1 июня 1942 года на Восточном фронте.
9 ноября 1942 Румору присвоено звание Оберштурмбаннфюрер CC. 23 февраля 1943 года награждается Немецким крестом 1-й степени за успешные действия его батальона в районе Харькова.
С августа 1943 года участник Битвы за Днепр.
В декабре 1943 — январе 1944 — участник боев на Правобережной Украине. Под его личным командованием успешно отражены несколько локальных атак советских войск в районе Кировограда и Кременчуга.
16 января 1944 года отозван в Берлин. В тот же день за свое командование награждён Рыцарским крестом Железного креста и повышен в звании до Штандартенфюрера СС.
1 июля 1944 года назначен командиром 8-й кавалерийской дивизии СС «Флориан Гайер». Награждается именным оружием от Райхсфюрера СС Генриха Гиммлера.
9 октября 1944 года присвоено последнее звание Бригадефюрер СС и генерал-майор СС. В этот же день началась переброска его дивизии к Будапешту. Кроме того, про него был сделан сюжет в немецкой пропагандистской кинохронике Вермахтберихте, где он представлен «бесстрашным защитником Будапешта».
С 29 октября 1944 года и до своей смерти — один из руководителей обороны Будапешта.
Его дивизия обороняла западную часть города, известную как Буда. 18 января 1945 года после падения Пешты дивизия Румора оказалась в полном окружении, некоторые её части были разъединены и сдались советским войскам. В тот же день Румор просит Берлин либо разрешить прорыв через окружение, либо наладить снабжение окруженных немецких войск по воздуху. Гитлер отдает Румору категорический приказ держаться и обещает, что «его солдаты ни в чём не будут нуждаться».
К 1 февраля 1945 года, поняв, что Гитлер не может выполнять своих обещаний, Румор в последний раз связывается с Берлином и просит разрешить его дивизии прорыв. На что он вновь получает приказ «держаться любой ценой» и принимает поздравления с присвоением дубовых листьев к рыцарскому кресту № 721 за «личное мужество и храбрость».
Днем 10 февраля 1945 года Румор, нарушая прямой приказ Гитлера, наконец решает провести прорыв остатками своей дивизии, который намеревается возглавить лично.
Наконец, всего за два дня до окончательного падения Будапешта, Румор, будучи тяжело раненным во время попытки прорыва остатков его дивизии из окруженного города, застрелился, чтобы не попасть в советский плен.
Однако сама попытка прорыва оказалась удачной и большая часть дивизии вырвалась из самого города, но в результате последующего преследования из нескольких тысяч прорвавшихся до немецких позиций добрались лишь около ста человек.